# 特殊高所技術
特殊高所技術（とくしゅこうしょぎじゅつ）とは、スポーツとしての洞窟探検（ケイビング）に使用されていた「シングル・ロープ・テクニック技術」をもとに、1980年代中頃に産業用の安全技術として確立されたものである。近年では、枠組足場や重機に代る、対象物への一時的な近接方法として使用されることがある。
日本国内においては、主にダム、風車、サイロ、ビル、橋梁、吊橋や斜張橋のケーブル類など、コンクリートや鋼の構造物における劣化および亀裂・破損調査や簡易補修、岩壁・急傾斜地における岩塊等の安定度調査などに適用されている。
2010年以降、風力発電業界においても、風力発電機のブレード（Wind turbine）の点検や補修に活用されている。
2009年（平成21年）国土交通省の新技術情報提供システムNETISにおいて、有用な新技術である、活用促進技術・少実績優良技術に選定されている。　
日本国内においては、唯一安全性の評価を受けている技術であり、「従来技術に比べ安全性は向上する」との評価をうけている。
2019年には、国際的な認証機関であるClassNK（一般財団法人日本海事協会）の認証制度「IE＝イノベーションエンドースメント」において、IEプロダクト＆ソリューション認証を取得している。